# 未來永遠郎與染井吉
未來永遠郎（日语： Miraitowa）與染井吉（日语： Someiti）是2021年在東京都舉行的第32屆奧運會及第16屆帕運會之吉祥物，於2018年2月28日發表，該屆吉祥物的甄選由專家審查出3個候補名單，再予日本全國小學生投票決定，最終由福岡縣43歲設計師谷口亮的作品勝選。

## 名稱

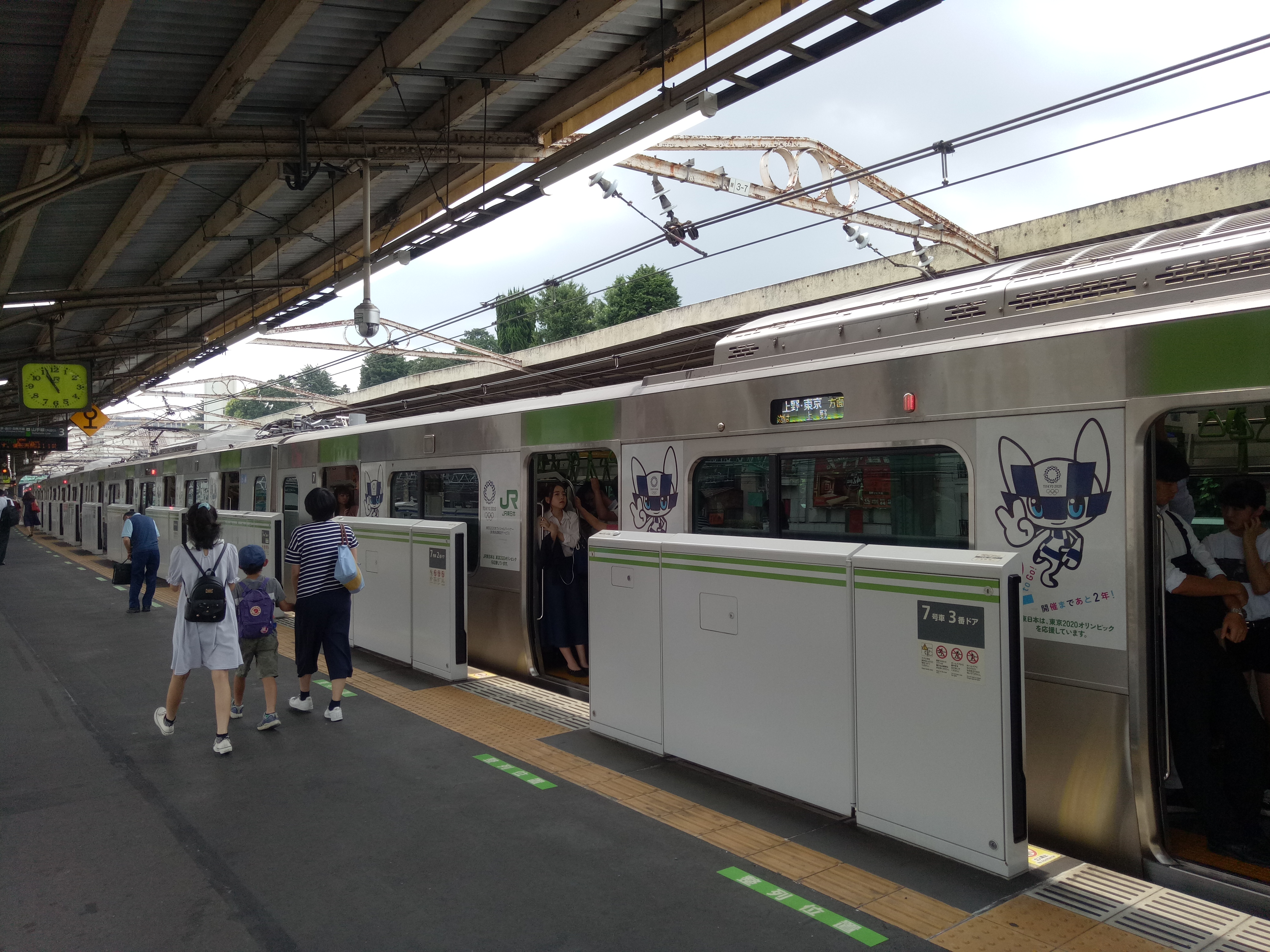
車身張貼有奧運吉祥物未來永遠郎圖案的山手線E235系電車（鶯谷車站）

吉祥物的名稱於2018年7月22日公布，奧運吉祥物名為「未來永遠郎」，由日語的「未來」（Mirai）與「永遠」（Towa）所組成，希望永遠有美好的未來，帕運吉祥物則叫做「染井吉」，名稱來自日本代表性的「染井吉野櫻」（Somei Yoshino），東奧組委會稱此名稱和英語中表示強而有力的「so mighty」相呼應。

## 象徵

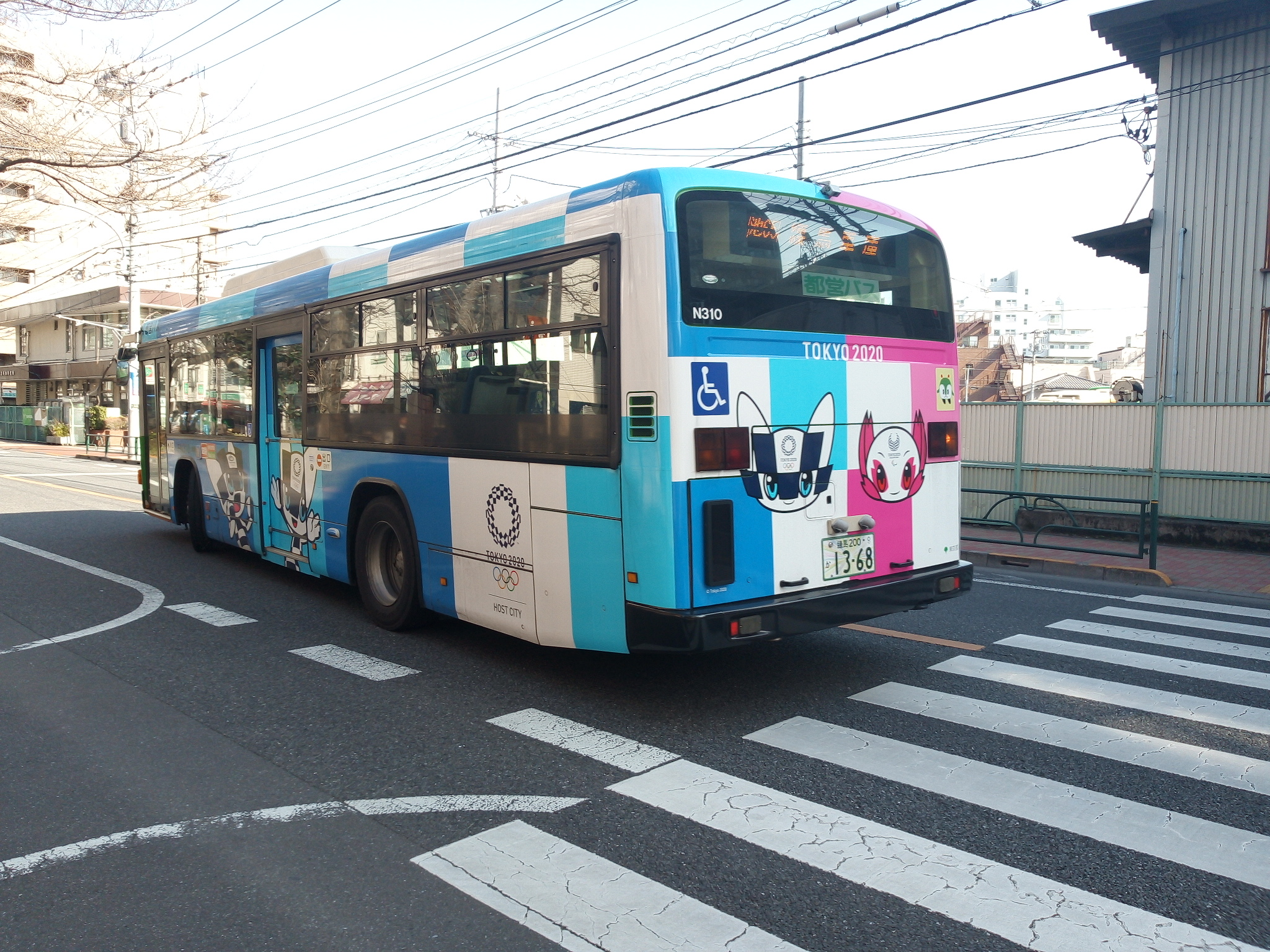
貼有未來永遠郎與染井吉塗裝的都營巴士

奧運吉祥物未來永遠郎為「未來機器人」造型，並以該屆奧運會徽的「組市松紋」為範本，色彩為藍白相間，設定為「珍惜傳統，保持吸收最新資訊，能瞬間移動」；帕運吉祥物染井吉則為日本國家象徵—櫻花，色彩為粉紅色，設定為「具有櫻花的觸覺與超能力，熱愛自然，能與石和風對話，用眼力即可將東西移用」。這組設計在票選中獲得10萬9041票，勝過第二名招財貓和神社狛犬的6萬1423票、及第三名狐狸和狸貓的3萬5291票。
未來永遠郎（ミライトワ）
性别: 男
颜色:   蓝色
染井吉（ソメイティ）
性别: 女
颜色:   粉红色

## 評價
本屆吉祥物所獲得的评价也是褒貶不一，不少網友認為第三名狐狸的造型更能貼近日本文化。

## 外部連結
- 未來永遠郎的Instagram帳戶 （页面存档备份，存于）
- 染井吉的Instagram帳戶 （页面存档备份，存于）

| 前任： 守護郎 | 奧運吉祥物 未來永遠郎 东京 2020 | 繼任： 冰墩墩 |
| 前任： 半月熊 | 帕運吉祥物 染井吉 东京 2020     | 繼任： 雪容融 |